# Корективно силовање
Корективно силовање је злочин из мржње у којем је силована једна особа или више њих због своје перципиране сексуалне оријентације (нпр. хомосексуалне и бисексуалне). Уобичајена намеравана последица силовања је, према веровању починилаца овог злочина, преоријентисање силоване особе у хетеросексуалну.
Термин корективно силовање је скован у Јужноафричкој Републици пошто су случајеви корективног силовања лезбијки, као што су Еуди Симелане (која је такође убијена у истом нападу) и Золисва Нконјана, постали јавни. Популаризација термина је подигла свест и подстакла ЛГБТ+ особе у земљама широм света да изнесу властите приче о силовањима као казне или као покушаја да им се промени сексуална оријентација или родни идентитет. Иако неке државе имају законе који штите ЛГБТ+ особе, корективно силовање се често превиђа.

## Дефиниција
Корективно силовање је силовање које се врши над особама које не испуњавају друштвене норме у виду људске сексуалности. Први случај је идентификован у Јужној Африци на којем присуствују цела породица, а понекад и локална заједница. Најчешће жртве силовања су особе ЛГБТ+ популације.

## Државе
У неколико држава је примећено корективно силовање: Екватор, Хаити, Индија, Јамајка, Кенија, Киргистан, Холандија, Нигерија, Перу, ЈАР, Тајланд, Уганда, Украјина, Уједињено Краљевство, Сједињене Америчке Државе и Зимбабве.

## Кампања и активизам
Добротворна хуманитарна организација за децу ActionAid објавила је чланак у коме се говори о корективном силовању, а окончање насиља над женама види као главни део њихове мисије. Група се удружила са 26. геј и женских права како би организовала кампању фокусирану на Јужну Африку, али такође усмерену на међународну заједницу, да би подигла свест о овим проблемима.